# Malinsono
Malinsono, también conocida como Paradise Island, es una isla situada en Filipinas, adyacente a la de Paragua, en el grupo de Balábac.
Administrativamente forma parte del barrio de Bancalaán   del municipio filipino de Balábac  de tercera categoría perteneciente a la provincia  de Paragua en  Mimaro,  Región IV-B de Filipinas.

## Geografía
Esta isla se encuentra situada al nordeste de  Isla de Ramos, frente a los  cabos Disaster y Encampment, entre las islas de Bancalán, a poniente;   Bugsuk a levante, dividida entre los barrios de Nueva Cagayancillo (Bugsuk) y de Sebaring; al sur de la isla de Pandanán y al norte de la isla de Manlangule.
La isla tiene una extensión superficial de aproximadamente 0,25 km²,1.320 metros de largo, en dirección este-oeste, y unos 260 metros de ancho.
Dista 6.100 metros del cabo Tarong situado al sur de la isla de Pandanán; 6.800 metros de la de Bancalán; y 6.700 metros de la de Bugsuk.
El barrio de Bancalaán comprende también las isla del mismo nombre y la de Manlangule así como los islotes  de Gabung y de Byan.